# Seis Horas de Euskadi
Las Seis Horas de Euskadi era un espectáculo deportivo que se celebraba anualmente en el velódromo de Anoeta de San Sebastián (Guipúzcoa, España) en el primer sábado de febrero, organizado por El Diario Vasco. El evento incluía diversas pruebas de ciclismo en pista en las que participaban algunos de los mejores ciclistas del mundo (tanto especialistas de pista como de ruta, más conocidos por el público), intercaladas con demostraciones de deporte rural vasco y actuaciones musicales. También estaba la empresa de control informático de eventos deportivos, Aplicaciones Sistemas Informáticos,S.L.(ASM Informática).
Entre los ciclistas que tomaron parte en las diversas ediciones del evento están Abraham Olano, Mario Cipollini, Claudio Chiappucci, Joan Llaneras y Gianni Bugno.

## Paréntesis y desaparición
Tras un paréntesis de dos años (2005 y 2006) por las obras de remodelación del velódromo volvió a celebrarse en 2007, aunque el descenso de público experimentado tras no haberse celebrado los dos años anteriores, confirmado en la edición de 2008, hizo que desapareciera la prueba.